# Schizothorax plagiostomus
Schizothorax plagiostomus és una espècie de peix cipriniforme de la família dels ciprínids.

## Morfologia
Els mascles poden assolir els 31 cm de longitud total.

## Distribució geogràfica
Es troba des de l'Afganistan i el Pakistan fins al Tibet. També és present a Myanmar.